# Blatni Vrh
Blatni Vrh is een plaats in Slovenië en maakt deel uit van de gemeente Laško in de NUTS-3-regio Savinjska. De plaats telde 76 inwoners op 1 januari 2020.